# Militärflyg
Militärflyg är luftfart i militär verksamhet. Det omfattar bland annat luftkrigföring, spaningsflyg och militär flygtransport.
Den första luftfarkost som användes militärt var en spaningsballong vid Slaget om Fleurus 1794.
Antonymen är civilflyg.